# الخط الزمني لتقنية الغوص
الجدول الزمني لتقنية الغوص تحت الماء هو قائمة مرتبة زمنيًا للأحداث البارزة في تاريخ تطور معدات الغوص تحت الماء. باستثناء جزئي للغوص الحر، فإن تطور قدرة الغوص تحت الماء ونطاقه وشعبيته كان مرتبطًا ارتباطًا وثيقًا بالتقنية المتاحة، والقيود الفسيولوجية لبيئة تحت الماء.
القيود الأساسية هي:
- توفير غاز التنفس للسماح بالتحمل بما يتجاوز حدود النفس الواحد،
- تخفيف الضغط بأمان من الضغط العالي تحت الماء إلى الضغط السطحي،
- القدرة على الرؤية بوضوح كافٍ لأداء المهمة بفعالية،
- والتنقل الكافي للوصول إلى مكان العمل والعودة منه.

## ما قبل العصر الصناعي
- العصور القديمة في روما واليونان: وُجدت العديد من الحالات التي يسبح أو يغوص فيها الرجال لأغراض قتالية، لكنهم كانوا دائمًا يحبسون أنفاسهم، ولم تكن لديهم معدات غوص، باستثناء استخدام أنبوب نباتي أجوف كمنشاق.[1]
- نحو 500 قبل الميلاد: (المعلومة من هيرودوت): خلال حملة بحرية، تم أسر الغواص الإغريقي سكيلّيس من قِبل الملك الفارسي خشايارشا الأول. وعندما علم سكيلّيس أن خشايارشا يخطط لمهاجمة الأسطول الإغريقي، استولى على سكين وقفز في البحر. لم يتمكن الفرس من العثور عليه وافترضوا أنه غرق. لكنه سبح بين سفن الأسطول الفارسي وقام بقطع حبال كل سفينة باستخدام أنبوب أجوف للتنفس.[محل شك] ثم سبح لمسافة تسعة أميال (15 كم) حتى انضم للإغريق قرب آرتميسيوم.[2][3][4][5][6][7]
- القرن الرابع قبل الميلاد: وصف الفيلسوف أرسطو استخدام جرس الغوص بقوله: «...يُمكّن الغطاسين من التنفس جيدًا من خلال إنزال الحلة، لأنها لا تمتلئ بالماء، بل تحتفظ بالهواء لأنها تُدفع مباشرة إلى الماء.»[8]
- نحو عام 1300 أو قبله: استخدم الغواصون الفرس نظارات غوص مزودة بنوافذ مصنوعة من الطبقة الخارجية المصقولة من مادة صدفة السلحفاة.[6]
- القرن الخامس عشر: قام كونراد كيزر برسم بذلة غوص مزودة بأنبوب يمتد إلى السطح ضمن دليل تقني عسكري بعنوان بيليفورتس. يظهر نفس الرسم في المخطوطة «Ms.Thott.290.2º» التي كتبها هانس تالهوفر.[9]
- القرن الخامس عشر: أشار ليوناردو دا فينشي لأول مرة إلى خزانات الهواء في إيطاليا، وذكر في «مخطوطة أتلانتكس» أن أنظمة التنفس الصناعي تحت الماء كانت تُستخدم آنذاك، لكن دون شرح مفصل. بعض الرسوم أظهرت أنواعًا من المنشاقات وخزان هواء يُحمل على الصدر. وأخرى أظهرت مجموعة كاملة للغمر تشمل قناعًا بصندوق هواء وجامعًا لـالبول.[10][بحاجة لتوضيح]
- 1535: غولييلمو دي لورينا وفرانشيسكو دي ماركي غاصا على سفينة رومانية غارقة في بحيرة نيمي باستخدام جرس غوص لشخص واحد اخترعه دي لورينا.[11]
- 1602: جيرونيمو دي أيانز إي بومونت صنع بدلة غوص مزودة بتجديد هواء مكّنته من البقاء تحت الماء في نهر بسيورقة لمدة ساعة، بأمر من الملك فيليب الثالث ملك إسبانيا.[12]
- 1616: فرانز كيسلر بنى جرس غوص محسن.[13]
- نحو 1620: ربما صنع كورنيليس دريبل جهاز معيد تنفس للغوص بدائي.[13]
- 1650: أوتو فون غيريكه صنع أول مضخة هواء.[13]
- 1715:
  - بيير ريمي دي بوف، الأرستقراطي الفرنسي والفارس، بنى واحدة من أقدم بذلات الغوص القياسية، مزودة بخوذة معدنية وخرطومين، أحدهما تزويد هواء من السطح عبر كير والآخر لتصريف هواء الزفير.[14][15]
  - الإنجليزي جون ليثبريدج، تاجر صوف، اخترع بذلة غوص على شكل برميل بها فتحات للذراعين ونافذة رؤية، واستخدمها بنجاح لانتشال كنوز من حطام السفن.[13]

## العصر الصناعي

### بداية الغوص الحديث
- 1772: أول بدلة غوص مزودة بخزان هواء مضغوط صُممت بنجاح من قبل الفرنسي سيور فرمينيه من باريس، الذي ابتكر آلة تنفس مستقلة مزودة بخوذة وخرطومين للتنفس وزي وخزان يوضع خلف الغواص لاحقًا.[16][17]:46 سمّى اختراعه آلة هيدروستاتيرغاتيك واستخدمها بنجاح لأكثر من عشر سنوات في موانئ لو هافر وبريست.[18][19]
- 1774: جون داي أول شخص معروف توفي في حادث غوص تحت الماء أثناء اختبار "غرفة غوص" في بليموث ساوند.[20][21]
- 1776: ديفيد بوشنل اخترع سلحفاة، أول غواصة تهاجم سفينة أخرى، واُستخدمت في الثورة الأمريكية.[22]
- 1797: كارل هاينريش كلينغرت صمم بدلة غوص كاملة بها خوذة معدنية كبيرة وحزام معدني متصل بسترة وسروال جلدي.[23]
- 1798: في يونيو، أتمّ ف. و. يواخيم، موظف لدى كلينغرت، أول اختبارات عملية ناجحة لدرع كلينغرت.[24]
- 1800: الكابتن بيتر كريفت من ألمانيا غاص عدة مرات بمعداته أمام الملك غوستاف الرابع أدولف.[25]
- 1800: روبرت فلتون بنى غواصة "نوتيلوس (1800)".[26]
- 1825: يوهان باتريك ليونغستروم عرض جرس غوص مصنوع من قصدرة نحاس يسع 2–3 أشخاص، مزود ببوصلة ووسائل اتصال بالسطح، وغاص بنجاح حتى عمق 16 مترًا.[27][28]
- نحو 1831: الأمريكي تشارلز كونديت بنى بدلة غوص مستقلة بخزان هواء نحاسي على شكل حدوة حصان يرتدى حول الخصر، وتغذّي هواء مضغوطًا إلى سترة مطاطية. احتاج إلى 200 رطل من الأوزان للتوازن. توفي غرقًا عام 1832.[29]
- 1837: الكابتن ويليام هـ. تايلور عرض "بذلته الغواصة" في معرض معهد أمريكا السنوي في حديقة نيبلو، نيويورك.[30]
- 1839:
  - المخترعان الكنديان جيمس إليوت وألكسندر مكافيتي من سانت جون سجلا براءة اختراع "خزان أكسجين للغواصين"، يُحمل على ظهر الغواص.[31]
  - دبليو. هـ. ثورنثويت من هوكستون بلندن سجل براءة اختراع سترة رفع قابلة للنفخ للغواصين.[32]
- نحو 1842: الفرنسي جوزيف-مارتن كابيرول (1799–1874) أسس شركة في باريس لصناعة بذلات الغوص القياسية.[33]
- 1843: أنشأت البحرية الملكية أول مدرسة غوص بعد دروس من عملية إنقاذ رويال جورج.[34]
- 1845: صمم جيمس بوكانان إيدز جرس غوص وانتشل بضائع من نهر المسيسيبي حتى أيوا.[35]
- 1856: ويلهلم باور بدأ أولى غطساته الـ 133 الناجحة بغواصته الثانية سيتوفيل، وكان الطاقم مدربًا على الخروج من الغواصة باستخدام غرفة هواء.[36]
- 1860: جيوفاني لوبيس عرض تصميمًا لطربيد للإمبراطور فرانتس يوزف الأول.[37]
- 1864: إتش إل هانلي أصبحت أول غواصة تغرق سفينة، يو إس إس هوساتونيك، في الحرب الأهلية الأمريكية.[38]
- 1866: مينينشيف أول طربيد عملي من تصميم المهندس روبرت وايتهايد، استنادًا لتصميم الكابتن لوبيس.[39]
- 1882: الأخوان ألفونس وتيودور كارمنيول من مرسيليا، فرنسا، سجلا براءة أول بذلة غوص جوية حقيقية، تحتوي على 22 مفصلًا أسطوانيًا لم تكن مانعة للماء تمامًا، وخوذة بها 25 نافذة رؤية زجاجية 2-بوصة (51 مـم)، وكان وزنها 380 كيلوغرام (840 رطل) لكنها لم تُستخدم فعليًا.[40][41]

### أجهزة إعادة التنفس
- 1808: في 17 يونيو، قام سيور بيير-ماري توبوليك من بريست (فرنسا), ميكانيكي في البحرية الإمبراطورية التابعة لـنابليون بونابرت، بتسجيل براءة اختراع أقدم جهاز إعادة التنفس معروف، لكن لا توجد أدلة على تصنيع نموذج أولي منه. كان تصميم جهاز إعادة التنفس المبكر هذا يعمل بخزان أكسجين يُطلق تدريجيًا بواسطة الغواص نفسه، ويدور الأكسجين في دائرة مغلقة عبر إسفنج (أداة) مشبّع بـهيدروكسيد الكالسيوم.[42] أطلق توبوليك على اختراعه اسم إيختيواندري (من اليونانية وتعني "رجل-سمكة").[43]
- 1849: قام بيير-إيمابل دو سان سيمون سيكار (وهو كيميائي) بابتكار أول جهاز عملي لإعادة التنفس باستخدام الأكسجين. وقد تم عرضه في لندن عام 1854.[32]
- 1853: صمّم البروفيسور تي. شوان جهاز إعادة تنفس في بلجيكا، وعرضه في باريس عام 1878.[44] كان الجهاز يحتوي على خزان ظهر كبير مليء بالأكسجين عند ضغط يقارب 13 بار، واثنين من أنظمة التنقية تحتوي على إسفنجيات مشبّعة بـهيدروكسيد الصوديوم.
- 1876: طوّر البحّار الإنجليزي هنري فليوس أول جهاز تنفس ذاتي مغلق قابل للاستخدام ويعمل بالأكسجين المضغوط. كان هذا النموذج الأولي من أجهزة الغوص المغلقة الدائرة يستخدم حبلاً مشبعًا بهيدروكسيد البوتاسيوم لامتصاص ثاني أكسيد الكربون، بحيث يمكن إعادة استنشاق الغاز الزفير.[45]

### تحسين الخوذات الغاطسة واستخدامها الشائع
- 1808: صمّم بريزي-فرادين خوذة صغيرة تشبه الجرس متصلة بحاوية هواء ذات ضغط منخفض تُحمل على الظهر.[32]
- 1820: اخترع بول لوماير دوجرفيل (طبيب أسنان من باريس) جهاز غوص يحتوي على أسطوانة ظهر نحاسية، وكيس موازنة للهواء لتقليل استهلاكه، وسترة نجاة قابلة للنفخ متصلة به. استخدم الجهاز للغوص حتى عمق 15 إلى 20 مترًا لمدة تصل إلى ساعة في أعمال الإنقاذ، وقد أسس شركة إنقاذ ناجحة.[32]
- 1825: صمّم ويليام إتش. جيمس بدلة غوص مزوّدة بهواء مضغوط مخزن في حاوية حديدية تُلبس حول الخصر.[46]
- 1827: طوّر بودوان في فرنسا خوذة غوص تُغذى من أسطوانة هواء مضغوطة بضغط يتراوح بين 80 إلى 100 بار. أبدت البحرية الفرنسية اهتمامًا بها، لكن لم يتم اعتمادها.[32]
- 1829: (أو 1828؟)
  - صمّم تشارلز أنتوني دين وجون دين من وايتستابل في كنت بإنجلترا أول خوذة غوص تُغذى بالهواء من السطح لاستخدامها مع بدلة غوص. ويُقال إن الفكرة بدأت من جهاز طوارئ بدائي صنع باستخدام مضخة مياه لـرجل إطفاء وخوذة فارس معدنية لإنقاذ الخيول من إسطبل محترق، ويُعتقد أيضًا أنها مبنية على تطوير "خوذة دخان" في عام 1823.[47] لم تكن البدلة متصلة بالخوذة، لذا لم يكن الغواص يستطيع الانحناء أو الانقلاب دون خطر دخول الماء إلى الخوذة والغرق. ومع ذلك، استخدم هذا النظام في أعمال الإنقاذ، بما في ذلك إزالة المدافع من السفينة الحربية البريطانية رويال جورج خلال 1834–35، والتي غرقت في مياه عمقها 65 قدمًا في مرسى سبِتهيد عام 1783.[47][46]
  - قام إي. ك. جاوزن، فني بحري روسي في قاعدة كرنشتات في سانت بطرسبرغ، ببناء "آلة غوص". كان اختراعه يتكون من خوذة معدنية مربوطة ببدلة جلدية مع تزويد بالهواء عبر مضخة. كان أسفل الخوذة مفتوحًا وتثبت الخوذة إلى البدلة بشريط معدني. استخدمت البحرية الروسية بدلة الغوص هذه وتعديلاتها حتى عام 1880، وكانت تُعرف باسم "معدات الثلاث مسامير".[46]
- 1837: استنادًا إلى دراسات ليوناردو دا فينشي وعالم الفلك إدموند هالي، طوّر أوغستوس سيبي جهاز غوص مزود بالهواء من السطح، أصبح يُعرف باسم البدلة الغاطسة القياسية.[48] من خلال إحكام غلق خوذة آل دين إلى بدلة مانعة لتسرب المياه، طوّر سيبي "البدلة المغلقة" التي تعتبر الأساس في بدلات الغوص الحديثة. قامت شركة سيبي-غورمان بصناعة الخوذات حتى عام 1975.[47]
- 1840: استخدمت البحرية الملكية البريطانية بدلة سيبي المغلقة في أعمال الإنقاذ والتفجير على سفينة "رويال جورج"، ومن ثم اعتمدت المهندسون الملكيون هذا النظام.[47]
- 1843: أسست البحرية الملكية أول مدرسة غوص.[47]
- 1855: سجّل جوزيف-مارتن كابيرول براءة اختراع لنموذج جديد من البدلة الغاطسة القياسية، مستندًا أساسًا إلى تصاميم سيبي. كانت البدلة مصنوعة من قماش مطاطي، واحتوت الخوذة لأول مرة على صنبور يتحكم فيه الغواص لتصريف زفيره. كما احتوت صمام العادم على صمام عدم رجوع لمنع دخول الماء. حتى عام 1855، كانت خوذات الغوص تحتوي على ثلاث نوافذ دائرية (أمامية وجانبية)، لكن خوذة كابيرول أضافت نافذة رابعة في الجزء العلوي الأمامي تسمح للغواص بالرؤية إلى الأعلى. فازت بدلة كابيرول الفضية في المعرض العالمي عام 1855 في باريس، وتُعرض حاليًا في المعهد الوطني للفنون والحرف اليدوية في باريس.[49]

### أوائل منظمات التنفس

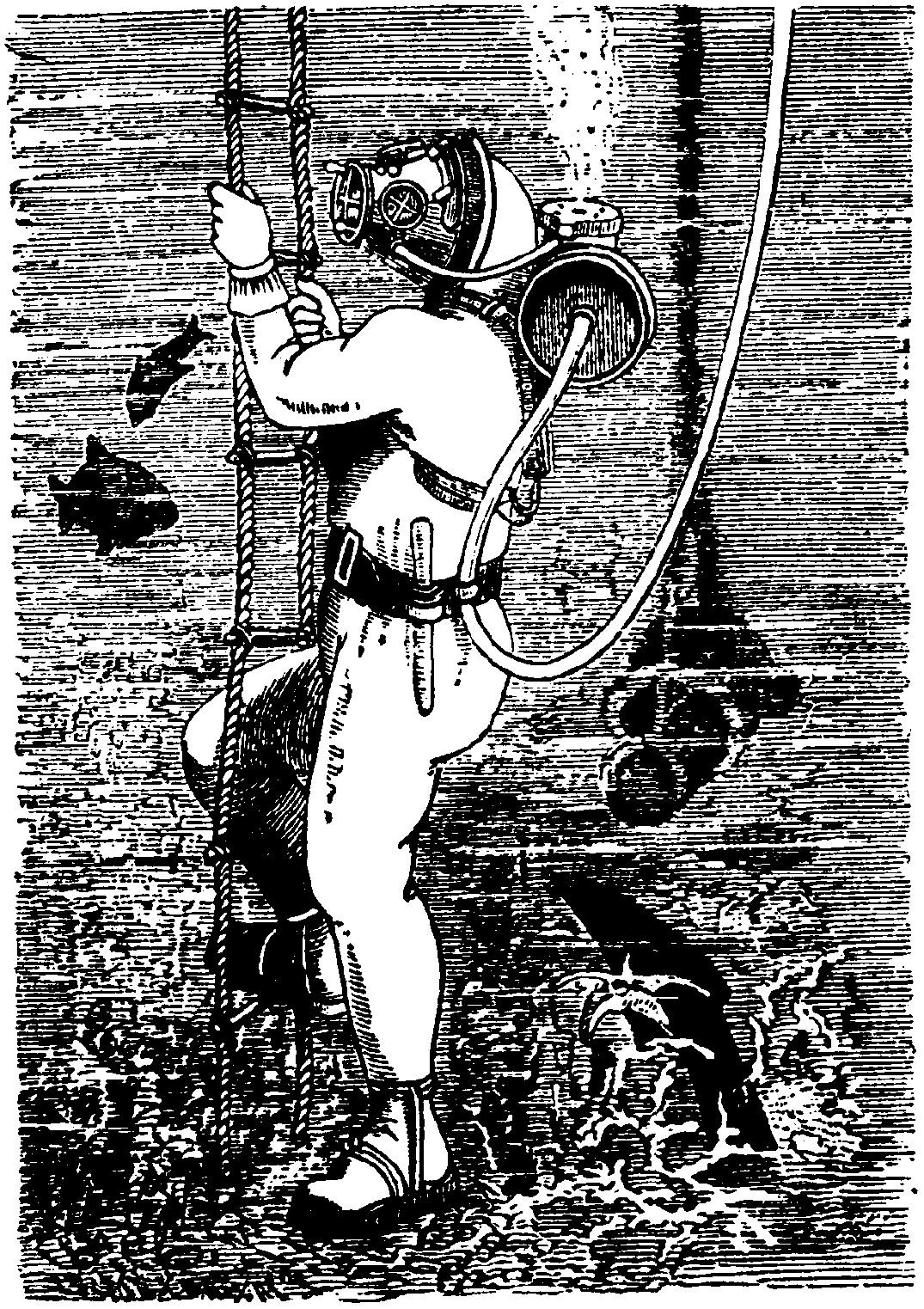
مجموعة غوص من تصميم روكويرول ودينايروز بخزان هواء أسطواني على ظهر الغواص، موضحة هنا في وضعية التغذية من السطح.

- 1838: اخترع الدكتور مانويل ثيودور غيّوما منظّم تنفس مزدوج الخرطوم يعمل عند الطلب. في 19 يونيو 1838، في لندن، قدّم السيد ويليام إدوارد نيوتن طلب براءة اختراع (رقم 7695: "جهاز غوص") لصمام تنفس مزدوج الخرطوم يعمل بالغشاء للغواصين.[50] ومع ذلك، يُعتقد أن نيوتن كان فقط يقدّم الطلب نيابةً عن غيّوما، حيث إن الرسم في الطلب مطابق لما ورد في طلب غيّوما الأصلي، وكان نيوتن موظفًا في مكتب براءات الاختراع البريطاني، يتقدّم بطلبات نيابةً عن متقدمين أجانب.[51] تم عرض الجهاز في وضعية التغذية من السطح. واقتصر وقت الاستخدام على 30 دقيقة بسبب برودة الماء وعدم ارتداء بدلة غوص.[52][53][17]:45
- 1860: في إسباليون، فرنسا، صمّم مهندس المناجم بِنوا روكويرول جهاز تنفس ذاتي مزوّد بخزان أسطواني على الظهر يُزوّد الهواء عبر أول منظم تنفس عند الطلب يُسوّق تجاريًا (بدءًا من عام 1865). أطلق على اختراعه اسم رِغولاتور ("منظّم")، وصمّمه لمساعدة عمّال المناجم على تجنب الغرق في المناجم المغمورة.[54]
- 1864: التقى بِنوا روكويرول بضابط البحرية أوغست دينايروز لأول مرة في إسباليون، وبمبادرة من دينايروز، قاما بتكييف اختراع روكويرول للغوص. وبعد التعديل، أطلقا عليه اسم جهاز الغوص روكويرول-دينايروز. كان الغواص لا يزال يمشي على قاع البحر ولم يكن يسبح. وكانت خزانات الهواء في ذلك الوقت تحتمل ضغطًا لا يتجاوز 30 ضغطًا جويًا، مما يسمح بالغوص لمدة 30 دقيقة فقط حتى عمق عشرة أمتار؛[55] وفي وضعية التغذية من السطح، كانت الأسطوانة تُستخدم أيضًا ككفالة إنقاذ مالية في حالة تعطل الخرطوم.[55]
- 1865: في 28 أغسطس، أمر وزير البحرية الفرنسية بأول دفعة من جهاز الغوص روكويرول-دينايروز، وبدأ الإنتاج على نطاق واسع.[42]

### ظهور أسطوانات الغاز والهواء
- أواخر القرن التاسع عشر: بدأ تصنيع أسطوانات هواء مضغوط ذات ضغط عالٍ، مما شجّع عددًا من المخترعين على مدى السنوات على تصميم أجهزة تنفس مفتوحة الدائرة باستخدام الهواء المضغوط، لكن جميعها كانت بتدفق ثابت، ولم يظهر منظم التنفس عند الطلب مجددًا حتى عام 1937.[46]

### التصوير تحت الماء

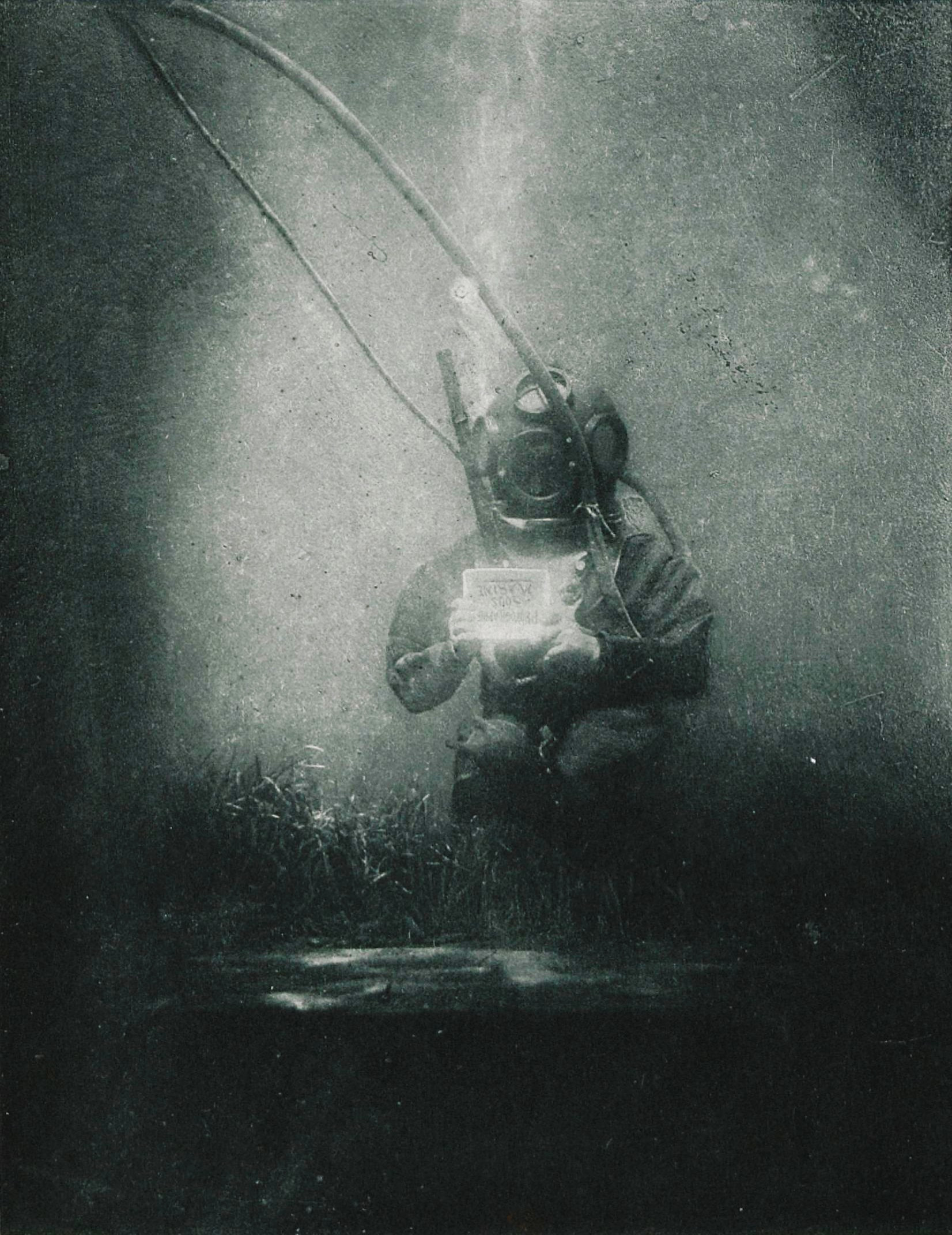
الأحيائي وعالم المحيطات إميل راكوفيتسا، وهو يرتدي هنا بدلة غوص تقليدية. صورة تحت الماء التقطها لويس بوتان في بانيول سور مير، جنوب فرنسا، عام 1899.

- 1856: ويليام تومبسون[56] وصديقه السيد كينيون يلتقطان أول صورة تحت الماء باستخدام كاميرا مغلقة داخل صندوق معدني.[57][58]
- 1893: لويس بوتان يصنع أول كاميرا تحت الماء، ويصبح أول مصور تحت الماء وينتج أول صور واضحة تحت الماء.[59][60]
- 1900: ينشر لويس بوتان كتابه التصوير الفوتوغرافي تحت الماء وتطورات التصوير، وهو أول كتاب عن التصوير تحت الماء.[60]

### التعرف على داء تخفيف الضغط كمشكلة
- 1841: جاك تريغر يصنع أول قيسون لأعمال التعدين في فرنسا. ويُسجل أول حالتين لداء تخفيف الضغط في عمال القيسون عام 1845، تتجلى في آلام في المفاصل والأطراف.[13]
- 1846–1855: تُسجل عدة حالات من داء تخفيف الضغط في عمال القيسون أثناء تشييد الجسور أولًا في فرنسا ثم في إنجلترا، بعضها كان مميتًا. يشير بول وواتيل عام 1847 إلى أن إعادة الضغط تساعد في تخفيف الأعراض، ويقترح توماس ليتلتون عام 1855 إجراء ضغط وتخفيف ضغط تدريجي.[13][61]
- من 1870 إلى 1910، تم تحديد جميع السمات البارزة لداء تخفيف الضغط، لكن النظريات حول أسبابه تراوحت بين البرودة أو الإرهاق المؤدي إلى تلف انعكاسي في النخاع الشوكي، أو الكهرباء الناتجة عن احتكاك أثناء الضغط، أو ازدحام الأعضاء وركود الأوعية الدموية الناتج عن التخفيف السريع للضغط.[13]
- 1870: ينشر الجراح لويس باور من سانت لويس تقريرًا أوليًا عن نتائج 25 عامل قيسون أصيبوا بالشلل أثناء بناء جسر إيدز في سانت لويس.[62] وقد استخدم المشروع 352 عاملاً في بيئة هواء مضغوط، وكان الطبيب المسؤول الدكتور ألفونس جامينيه، الذي أصيب هو نفسه بداء تخفيف الضغط عندما صعد إلى السطح في أربع دقائق بعد أن قضى ثلاث ساعات تقريبًا على عمق 95 قدمًا داخل قيسون، وكانت روايته لتجربته هي الأولى من نوعها المسجلة.[63] اقترح باور وجامينيه أن الأعراض ناتجة عن حالة استقلابية مفرطة بسبب زيادة الأوكسجين مع عدم القدرة على التخلص من الفضلات في الضغط الطبيعي. وأوصوا بالضغط والتخفيف التدريجي، مناوبات أقصر وفترات راحة أطول، والراحة التامة بعد التخفيف. وكانت العلاجات تشمل الراحة، شوربة لحم، الثلج، والكحول.[64]
- 1872: يلاحظ هيرمان فريدبرغ التشابه بين داء تخفيف الضغط والانسداد الهوائي الناجم عن التدخلات الطبية، ويقترح أن الغاز داخل الأوعية يتم تحريره بسبب التخفيف السريع للضغط، ويوصي بالتخفيف البطيء؛ ورديات عمل مدتها أربع ساعات؛ حد أقصى للعمق يبلغ 44.1 رطل لكل بوصة مربعة (4 جو)؛ استخدام العمال الأصحاء فقط؛ وعلاج إعادة الضغط في الحالات الشديدة.[65][66][13]
- 1873: يستخدم الدكتور أندرو سميث لأول مرة مصطلح "داء القيسون" لوصف 110 حالات من داء تخفيف الضغط أثناء عمله طبيبًا مسؤولًا عن مشروع بناء جسر بروكلين.[63] وكان المشروع يوظف 600 عامل هواء مضغوط. لم تُستخدم إعادة الضغط كعلاج. وأُصيب كبير المهندسين واشنطن روبلينغ بالمرض. تولى واشنطن الإشراف بعد وفاة والده جون روبلينغ بسبب كزاز. وساعدته زوجته، إميلي، في إدارة أعمال الجسر بعد إصابته بالمرض الذي لازمه طوال حياته. ووفقًا لمصادر مختلفة، فإن مصطلح "المنحنيات" المستخدم لوصف داء تخفيف الضغط صيغ أثناء بناء جسري بروكلين أو إيدز، وذلك لأن المصابين كانوا ينحنون إلى الخلف بطريقة تشبه الوضعية الأنيقة المعروفة آنذاك باسم الانحناءة اليونانية.[63]
- 1878: ينشر بول بيرت كتابه الضغط الجوي، ويقدم فيه أول فهم منهجي لأسباب داء تخفيف الضغط.[67]

### القرن العشرون
- 1900: جون هولاند يصنع أول غواصة يتم تكليفها رسميًا من قبل البحرية الأمريكية، باسم "هولاند" أو "A-1".[68]
  - ليونارد هيل يثبت باستخدام نموذج ضفدع أن التخفيف من الضغط يسبب فقاعات، وأن إعادة الضغط يزيلها.[13]
- 1903: شركة سيبي غورمان تبدأ بصناعة جهاز نجاة للغواصات في إنجلترا، ويتطور لاحقًا ليُعرف باسم مجموعة ديفيس إسكيب أو جهاز ديفيس للهرب تحت الماء.[45]
- 1903–1907: البروفيسور جورج جاوبرت يخترع "أوكسيلايت"، وهو خليط من بيروكسيد الصوديوم والبوتاسيوم مع أملاح نحاس أو نيكل، ويطلق الأوكسجين عند تفاعله مع الماء.[69]
- 1905:
  - عدة مصادر، بما في ذلك دليل الغوص الأمريكي لعام 1991، تشير إلى أن بذلة الغوص العميق إم كي في صُممت عام 1905، لكن الدليل البحري يظهر استخدام خوذات سيبي-جورمان البريطانية، ويبدو أن ما تمت الإشارة إليه هو الخوذ إم كي I، إم ك II، إم كي III، وإم كي IV التي صنعتها موريس وأوغست شريدر.[47]
  - يتم إنتاج أول جهاز إعادة التنفس مزود بصمامات تنظيم للأوكسجين.[70]
- 1907: تصنع شركة دريغر في لوبيك جهاز إعادة تنفس يسمى "يو بوت ريتر" (منقذ الغواصات).[71]
- 1908:
  - ينشر آرثر بويكوت وغايبون دامانت وجون سكوت هولدين دراسة بعنوان "الوقاية من أمراض الهواء المضغوط"، تقترح جدول توقفات التوقف من أجل إزالة الضغط.[13][72]
  - تتبنى لجنة الغوص العميق التابعة للأدميرالية جداول هالدين للغوص وتنشرها للجمهور.[13]
- 1910: يخترع روبرت ديفيس جهاز إعادة تنفس للنجاة خاص بطواقم غواصات البحرية الملكية البريطانية، يُعرف باسم جهاز ديفيس للهرب تحت الماء.
- 1912:
  - تتبنى البحرية الأمريكية جداول هالدين لإزالة الضغط. يقود جورج ستيلسون برنامجًا لاختبار هذه الجداول.[73]
  - يقدم موريس فيرنيز جهاز تنفس بسيط وخفيف للغوص بديلاً عن بدلات الخوذات.[74]
  - تبدأ شركة دريغر بتسويق جهاز إعادة التنفس بنوعي التكوين: الفموي والخاص بالخوذة.[75]
- 1913: تبدأ البحرية الأمريكية بتطوير النسخة المستقبلية من إم كي في، متأثرة بتصاميم شريدر وموريس.[73][47]
- 1914: يخترع الفرنسي لويس دو كورليو الزعانف الحديثة، ويُجري عرضًا عمليًا أمام ضباط البحرية الفرنسية.[17]:65
- 1915: يتم إنقاذ الغواصة يو إس إس إف-4 من عمق 304 قدم، مما حدد الحدود العملية للغوص باستخدام الهواء. استخدم ثلاثة غواصين من البحرية الأمريكية بذلة إم كي في للوصل إلى هذا العمق.[47]
- 1916:
  - يكتمل التصميم الأساسي لبذلة MK V، بإضافة هاتف يعمل بالبطارية.[47]
  - يصبح طراز دي إم 2 من دريغر المعدات القياسية في البحرية الإمبراطورية الألمانية.
- 1917: يعتمد مكتب البناء والإصلاح خوذة وبذلة إم كي في معيارًا للغوص في البحرية الأمريكية حتى إدخال MK 12 في أواخر السبعينيات.[47]
- 1918: يتم تسجيل براءة اختراع "جهاز التنفس المتفوق لأوغوشي"، صُمم في 1916 بواسطة ريتشي واتانابي والحداد كينزو أوغوشي.[76][77]
- حوالي 1920: تصنع شركة هانسيتشين جهاز تنفس بأسطوانتين وصمام طلب بمرحلة واحدة، ويُذكر في دليل إنقاذ المناجم لعام 1930.[78]
- 1924:
  - يغادر دي كورليو البحرية الفرنسية للتفرغ لاختراعه.[79]
  - تجارب غوص باستخدام خليط الهيليوم-الأوكسجين برعاية البحرية الأمريكية ومكتب المناجم.[47]
- 1925:
  - يقدم موريس فيرنيز نموذجًا جديدًا لجهازه في القصر الكبير. ويقترح إيف لو بريور تحويله إلى جهاز تنفس للغوص بتدفق مستمر.[80]
  - بعد تقليص القوات في أعقاب الحرب العالمية الأولى، تبين للبحرية الأمريكية أن لديها 20 غواصًا فقط مؤهلين للغوص على أعماق تزيد عن 90 قدمًا خلال محاولة إنقاذ الغواصة إس-51.[47]
- 1926:
  - يتم عرض جهاز فيرنيز-لو بريور للغوص الذاتي للعامة في باريس، ويُعتمد لاحقًا في البحرية الفرنسية.[بحاجة لمصدر]
  - تقدم دريغر جهاز تنفس للإنقاذ يمكن السباحة به. بعكس الأجهزة السابقة المصممة للطفو، يحتوي هذا الجهاز على أوزان تسمح بالغوص.[71]
- 1927: تُعاد تأسيس بحرية الولايات المتحدة في ساحة البحرية بواشنطن، ويُنقل قسم الغوص التجريبي من بيتسبرغ إليها.[47]
- 1928: يخترع ديفيس غرفة إزالة الضغط الغاطسة.[47]
- 1929: قام الملازم سي. بي. "سويد" مومسن، وهو غواص وضابط في البحرية، بتطوير واختبار جهاز الهروب من الغواصات المعروف باسم رئة مومسن.[47]
- ثلاثينيات القرن العشرين:
  - في فرنسا، بدأ غي غيلباتريك الغوص باستخدام نظارات واقية من الماء، والمشتقة من نظارات السباحة التي اخترعها موريس فيرنيز عام 1920.[بحاجة لمصدر]
  - أصبح صيد الأسماك بالرمح شائعًا في البحر الأبيض المتوسط، وابتكر الصيادون تدريجيًا قناع الغوص وزعانف الغوص وأنبوب التنفس، وكان من أبرزهم جورج بوشات في مرسيليا، فرنسا، والذي اخترع بندقية الصيد بالرمح. كما بدأ الصيادون الإيطاليون باستخدام أجهزة إعادة التنفس بالأوكسجين. وقد أثار هذا اهتمام البحرية الإيطالية، التي طورت وحدة الضفادع البشرية الوحدة العاشرة الخفيفة للأسطول.[بحاجة لمصدر]
- 1933:
  - في أبريل، سجل لويس دو كورليو براءة اختراع جديدة (رقم 767013، والتي تضمنت بالإضافة إلى زعانف القدمين، زعانف على شكل ملعقة لليدين) وسمى هذا الجهاز "دافعات السباحة والإنقاذ" (أي "أداة دفع للسباحة والإنقاذ").[17]:65
  - في سان دييغو، أُسس أول نادٍ لرياضة الغوص من قبل غلين أور، جاك برودانوفيتش وبن ستون، وسُمّي "حفارات القاع في سان دييغو".[81] ووفقًا للمعروف، لم يستخدم النادي أجهزة التنفس، وكان هدفه الرئيسي صيد الأسماك بالرمح.
  - أصبح معروفًا أكثر جهاز التنفس ذو الدارة المفتوحة والثابتة التدفق الذي صممه إيف لو بريور. ويقال إنه أتاح البقاء تحت الماء لمدة 20 دقيقة على عمق 7 أمتار و15 دقيقة على عمق 15 مترًا. كان يتكون من أسطوانة هواء تغذي قناع وجه كامل دائري. وكانت الأسطوانة عادةً مائلة لتكون صمام الفتح/الإغلاق في متناول يد الغواص.[بحاجة لمصدر]
- 1934:
  - أسست شركة بوشا العالمية في فرنسا شركة لتصنيع معدات الغوص بجهاز التنفس وصيد الأسماك بالرمح.[82]
  - تأسس في فرنسا نادٍ لرياضة الغوص، يسمى "نادي سوس لو" (نادي من هم تحت الماء). ولم يكن يستخدم أجهزة التنفس وفقًا للمعلومات المتوفرة، وكان هدفه الأساسي صيد الأسماك بالرمح. (وقد تبيّن لاحقًا أن "نادي سوس لو" هو اشتراك لفظي تلفظي مع عبارة "نادي السكارى" أي "نادي السكارى"، فتم تغيير اسمه إلى "نادي الغوص والحياة تحت الماء" أي "نادي أجهزة الغوص والحياة تحت الماء").[بحاجة لمصدر]
  - غاص أوتيس بارتون وويليام بيبي إلى عمق 3028 قدمًا باستخدام كبسولة أعماق.[83]
- 1935: تبنّت البحرية الفرنسية جهاز التنفس الذي صممه لو بريور.[84]
  - على الريفييرا الفرنسية، أُسس أول نادٍ معروف لرياضة الغوص باستخدام جهاز التنفس وهو نادي الغواصين والحياة تحت الماء، من قبل لو بريور وجان بانلفيه، وكان يستخدم أجهزة التنفس التي طورها لو بريور.[بحاجة لمصدر]
- 1937: نشرت البحرية الأمريكية جداول الغوص المُنقّحة بناءً على عمل أود. دي. ياربرو.[73]
- 1937: طورت شركة معدات الغوص والإنقاذ الأمريكية (المعروفة الآن باسم ديسكو) بدلة غوص ثقيلة تُستخدم للمشي على القاع مزودة بجهاز إعادة تنفس بالهيليوم والأوكسجين ذاتي التزويد.[بحاجة لمصدر]
- 1939: بعد سنوات من المعاناة، قام دو كورليو بإنتاج كميات كبيرة من زعانفه في فرنسا، بعد أن كان يصنعها في شقةه في باريس. وفي نفس العام، أجرَ تأجيرًا لترخيصها لأوين تشيرشل لإنتاجها بكميات كبيرة في الولايات المتحدة. ولبيع زعانفه في أمريكا، غيّر تشيرشل اسم "الدافعات" الفرنسي إلى "زعانف السباحة"، وهو الاسم الإنجليزي المستخدم حتى اليوم. وقد قدم تشيرشل زعانفه إلى البحرية الأمريكية التي قررت اعتمادها لفريق فريق الهدم تحت الماء.[بحاجة لمصدر]
  - طور هانس هاس وهيرمان ستلتزنر من شركة دراجر الألمانية جهاز إم 138 لإعادة التنفس. وقد طُور هذا الجهاز من جهاز نجاة يعود لعام 1912، وكان يُستخدم للخروج من الغواصات الغارقة. كانت مجموعات إم 138 أجهزة إعادة تنفس بالأوكسجين مزودة بأسطوانة 150 بار بسعة 0.6 لتر، وظهرت في العديد من أفلام وكتب هانس هاس.[بحاجة لمصدر]
- 1941: هاجمت الوحدة العاشرة الخفيفة للأسطول التابعة للبحرية الإيطالية باستخدام أجهزة إعادة التنفس بالأوكسجين والطوربيدات البشرية، الأسطول البريطاني في ميناء الإسكندرية في هجوم الإسكندرية (1941).[85]
- 1944: استخدمت قوات الضفادع البشرية في الولايات المتحدة والمملكة المتحدة، زعانف "تشرشل" خلال جميع عمليات إزالة الألغام تحت الماء السابقة، مما مكّن من تنفيذ إنزال النورماندي في عام 1944. وخلال السنوات التي تلت نهاية الحرب العالمية الثانية، قضى دي كورليو وقتًا وجهدًا في مقاضاة دعاوى قانون الإجراءات المدنية بشأن انتهاك براءة الاختراع.[17]:66

### عودة منظم الطلب
- 1934: اخترع رينيه كوميينيه، من ألزاس، جهاز تنفس يعمل بمنظم طلب، صُمم لتمكين رجال الإطفاء من التنفس بأمان في البيئات المليئة بالدخان.
- 1937: عدّل جورج كوميينيه، ابن رينيه، اختراع والده للغوص وطوّر جهازًا ذا دائرتين مفتوحتين مع منظم طلب. كان المنظم عبارة عن صندوق مستطيل كبير بين الأسطوانتين. تم تصنيع عدد قليل منه، لكن الحرب العالمية الثانية أوقفت التطوير.

### الحرب العالمية الثانية
- 1939: عرض جورج كوميينيه جهاز التنفس الخاص به على البحرية الفرنسية، لكنها لم تتمكن من مواصلة تطوير استخداماته بسبب الحرب العالمية الثانية.[86]
- 1940–1944: صمّم كريستيان جيمس لامبرتسن من الولايات المتحدة جهاز إعادة تنفس "جهاز تنفس" للجيش الأمريكي.[87]
- 1942: حصل جورج كوميينيه على براءة اختراع لنسخة محسّنة من جهاز الغوص الخاص به، أُطلق عليه اسم جي سي 42 ("جي" لجورجس، و"سي" لكومنهيس و"42" لعام 1942). وتم تصنيع بعضها من قبل شركة كوميينيه.
- 1942: دون علاقة بعائلة كوميينيه، حصل إميل غانيان، وهو مهندس يعمل في شركة إير ليكيد، على جهاز روكويرول-دينايروز (مملوك لشركة بيرناند بيل عام 1942) في باريس. قام بتصغيره وتعديله ليعمل مع مولدات الغاز، حيث قامت الإدارة العسكرية الألمانية في فرنسا بمصادرة الوقود الفرنسي لأغراض الحرب. قرر مديره وصهره هنري ميلكيور، مالك شركة إير ليكيد، أن يعرّفه على جاك إيف كوستو، لعلمه بأن كوستو يبحث عن منظم طلب فعال وآلي. التقيا في باريس في ديسمبر 1942 وقاما بتعديل منظم غانيان ليتصل بأسطوانة غوص.[88]
- 1943: بعد إصلاح بعض المشكلات التقنية، حصل كوستو وغانيان على براءة اختراع لأول منظم طلب حديث.
  - صنعت شركة إير ليكيد جهازين إضافيين من جهاز التنفس تحت الماء: هذه الثلاثة كانت مملوكة لكوستو لكنها كانت متاحة أيضًا لأول رفيقي غوص له فريديريك دوما وتاييه. استخدموها لتصوير الفيلم إيبافيس (حطام السفن)، أول فيلم تحت الماء يتم تصويره باستخدام أجهزة غوص. [89]
  - في يوليو، بلغ كوميينيه عمق 53 مترًا (حوالي 174 قدمًا) باستخدام جهاز التنفس جي سي 42 قبالة سواحل مرسيليا.[90]
  - في أكتوبر، ودون علمه بإنجاز كوميينيه، غاص دوما باستخدام نموذج كوستو-غانيان الأولي وبلغ عمق 62 مترًا (حوالي 200 قدم) قبالة لي غود، قرب مرسيليا. وواجه ما يُعرف الآن باسم تخدر بالنيتروجين.[91]
- 1944: توفي كوميينيه في تحرير ستراسبورغ في ألزاس.[92] وتجاوز اختراع كوستو اختراعه.[93]
- استخدمت عدة دول ضفادع بشرية مزوّدين بأجهزة إعادة تنفس في العمليات الحربية: انظر طوربيد بشري.
- قال هانس هاس لاحقًا إن شركة معدات الغوص الألمانية دريجر عرضت عليه خلال الحرب العالمية الثانية جهاز جهاز التنفس للغوص بدائرة مفتوحة مع منظم طلب. وقد يكون اختراعًا مستقلاً أو ربما نسخة من جهاز من نوع كوميينيه تم الاستيلاء عليه.
- أوائل 1944: طلبت الحكومة الأمريكية من شركة معدات سلامة المناجم تطوير جهاز تنفس للهروب صغير الحجم للمساعدة في إنقاذ الجنود من الغرق داخل الدبابات الغارقة. قدمت معدات سلامة المناجم جهاز جهاز التنفس للغوص مزودًا بأسطوانة هواء صغيرة (سعتها 5 إلى 7 لترات)، ومنظم طلب دائري بمنظومة ذات ذراعين مشابهة لتصميم كوستو (متصل بالأسطوانة عبر وصلة مخروطية وصامولة)، وجهاز إعادة التنفس مموج وواسع متصل بقطعة فم. وذُكر أن هذا الجهاز تم تصنيعه من "مكونات جاهزة"، ما يدل على أن معدات سلامة المناجم كانت تمتلك هذا التصميم بالفعل؛ ويبدو أن هذا المنظم هو نتيجة تطوير وليس مجرد نموذج مبدئي؛ وربما نشأ هذا التصميم في حوالي عام 1943.[94] وفي نموذج تم العثور عليه عام 2003 داخل إم 4 شيرمان غارقة في خليج نابولي، كانت الأسطوانة ملفوفة بشريط ومربوطة إلى وسيلة الطفو الشخصية. لم تكن هذه الأجهزة جاهزة في وقت إنزال النورماندي في يونيو 1944، لكنها استُخدمت في غزو جنوب فرنسا وفي حرب المحيط الهادئ.
- 1944: دُمر أول جهاز أكوا لونغ لكوستو بقذيفة مدفعية طائشة خلال إنزال من حلفاء الحرب العالمية الثانية على الريفييرا الفرنسية: وبقي جهازان فقط.

### فترة ما بعد الحرب
- سمع الجمهور لأول مرة عن ضفادع بشرية.[95][96]
- 1945: في تولون، عرض كوستو الفيلم إيبافيس للأميرال ليمونييه. ثم كلّف الأميرال كوستو بإنشاء وحدة الأبحاث تحت الماء في البحرية الفرنسية.[97] كانت أول مهمة لوحدة الأبحاث تطهير السواحل والموانئ الفرنسية من الألغام. وعند تأسيس وحدة الأبحاث، لم يكن لدى كوستو سوى النموذجين الأوليين المتبقيين من جهاز التنفس أكوا-لونغ الذين صنعتهما شركة أير ليكويد عام 1943.[98]
- 1946:
  - أنشأت شركة أير ليكويد شركة تقنية سبيروتيك وبدأت في بيع مجموعات كوستو-غانيان تحت أسماء مثل بدلة غوص كوستو-غانيان («مجموعة غوص كوستو-غانيان»)، وسي جي 45 ("سي" لكوستو، "جي" لغانيان و"45" لعام 1945، سنة أول براءة اختراع بعد الحرب)، أو أكوا-لونغ، الاسم المستخدم في الدول الناطقة بالإنجليزية. والكلمة هي في الأصل اسم تجاري تابع لبراءة اختراع كوستو-غانيان، ولكنها أصبحت في بريطانيا علامات تجارية عامة وتهجئتها "أكوالونع" منذ خمسينيات القرن العشرين، بما في ذلك في منشورات ودلائل التدريب الخاصة بنادي الغوص تحت الماء البريطاني، وكان يُشار بها إلى رياضة الغوص باسم "أكوالونغينغ".
  - أسس هنري بروسار أول نادٍ للغوص باستخدام أجهزة التنفس تحت الماء بعد الحرب العالمية الثانية، وهو النادي الألبي تحت الماء. وكان بروسار من أوائل الرجال الذين دربهم كوستو ضمن وحدة الأبحاث.[99]
  - اخترع إيف لو بريور نسخة جديدة من جهاز التنفس الخاص به. كانت لوحة القناع الكامل الأمامية غير مثبتة بإحكام وتعمل كغشاء كبير وحساس جداً لتنظيم التنفس عند الطلب.
  - تأسس أول نادٍ معروف للغوص تحت الماء في بريطانيا، "نادي البرمائيات" في أبردين، بواسطة إيفور هوويت (الذي عدل قناع غاز مدني قديم) وبعض أصدقائه. أطلقوا على الغوص تحت الماء اسم "تسلق الجبال" لتمييزه عن الغطس.[بحاجة لمصدر]
  - تأسست مجموعة الغوص في الكهوف في بريطانيا.
- 1947: أصبح موريس فارغ أول غواص يلقى حتفه باستخدام جهاز أكوا-لونغ أثناء محاولة تحقيق رقم قياسي جديد في العمق مع مجموعة أبحاث كوستو تحت الماء بالقرب من تولون.[21]
- 1948:
  - أرسل أوغست بيكار أول غواصة الأعماق، FNRS-2، في غطسات غير مأهولة.[100]
  - بدأت شركة سيب غورمان و/أو هاينك تصنيع أجهزة أكوا-لونغ من نوع جاك إيف كوستو في إنجلترا. صنعت سيب غورمان هذه الأجهزة الحاصلة على براءة اختراع في تشيسينغتون من 1948 إلى 1960، وكانت تُعرف شعبياً باسم مجموعات الشرغوف.[101] توقعت سيب غورمان والبحرية الملكية استخدام أجهزة أكوا-لونغ مع أحذية غوص ثقيلة للمشي على القاع لأغراض الغوص التجاري الخفيف.
  - بدأ تيد إلدريد في أستراليا بتطوير أول جهاز التنفس للغوص أنبوب واحد معروف.
  - أنشأ جورج بوشات في فرنسا أول عوامة سطحية.
- 1948 أو 1949: استورد متجر رينيه للسلع الرياضية في كاليفورنيا أجهزة أكوا-لونغ من فرنسا. حصل طالبان دراسات عليا، آندي ركنيتزر وبوب ديل، على مجموعة منها وبدآ باستخدامها في أبحاث تحت الماء.[102]
- 1949: قام أوتيس بارتون بغوص قياسي إلى عمق 4,500 قدم في البينثوسكوب.[103]
- 1950:
  - أشار دليل غوص بحري بريطاني طُبع بعد هذه الفترة بقليل إلى أن جهاز أكوا-لونغ مخصص للمشي على القاع باستخدام بدلة غوص ثقيلة وأحذية مرجحة، ولم يذكر كوستو.
  - تقرير أُرسل إلى كوستو ذكر أن 10 مجموعات فقط من أكوا-لونغ تم إرسالها إلى الولايات المتحدة لأن السوق هناك كان مشبعًا.
  - تم إصدار أول غلاف لكاميرا يُدعى تارزان بواسطة جورج بوشات.
- 1951:
  - تم إصدار فيلم "الضفادع البشرية"، وتدور أحداثه في المحيط الهادئ خلال الحرب العالمية الثانية. في آخر 20 دقيقة منه، تظهر وحدات ضفادع بشرية أمريكية تستخدم أجهزة أكوا-لونغ ضخمة ذات ثلاث أسطوانات في مهمة قتالية. يُعد هذا الاستخدام مفارقة تاريخية (إذ كانوا سيستخدمون في الواقع جهاز إعادة التنفس), لكنه يُظهر أن أجهزة أكوا-لونغ كانت متوفرة (ولو غير معروفة على نطاق واسع) في الولايات المتحدة عام 1951.
  - بدأت البحرية الأمريكية بتطوير بدلات غوص، لكنها لم تكن معروفة للجمهور.[73][104][105]
  - في ديسمبر 1951 صدر العدد الأول من مجلة سكين دايفر (الولايات المتحدة). استمرت المجلة حتى نوفمبر 2002.
  - بدأت أجهزة أكوا-لونغ من نوع جاك إيف كوستو تُطرح للبيع في كندا.
- 1952:
  - اخترع هيو برادنر، فيزيائي في جامعة كاليفورنيا في بركلي ولاحقًا في جامعة كاليفورنيا في سان دييغو في معهد سكريبس لعلوم المحيطات، بدلة الغوص الحديثة.[106]
  - طُرحت أجهزة أكوا-لونغ من نوع جاك إيف كوستو للبيع في الولايات المتحدة.
  - بدأ تيد إلدريد في ملبورن، أستراليا، إنتاج خنزير البحر وهو نوع من معدات الغوص. وكان هذا أول جهاز غوص بأنبوب واحد يُتاح تجاريًا في العالم، ومقدمة لمعظم معدات سكوبا الرياضية المنتجة اليوم. تم تصنيع حوالي 12,000 وحدة فقط.[107]
  - بعد الحرب العالمية الثانية، أطلق لامبرتسن على جهاز إعادة التنفس الذي صنعه بين 1940 و1944 اسم لارو (وحدة تنفس برمائية لامبرتسن)، لكنه في عام 1952 أعاد تسميته واخترع الاختصار سكوبا ("جهاز تنفس مستقل تحت الماء"). وخلال السنوات التالية، شاع استخدام هذا الاختصار للإشارة إلى جهاز كوستو-غانيان، محل الاسم الأصلي أكوالونغ. أما في بريطانيا، فقد استمر استخدام كلمة "أكوالونغ" للإشارة إلى أي جهاز تنفس مفتوح بدارة محكومة بصمام.

### ازدياد اهتمام الجمهور برياضة الغوص باستخدام أجهزة التنفس
- 1953: نشرت مجلة ناشونال جيوغرافيك مقالة عن التنقيب الأثري تحت الماء لكوستو قرب جزيرة جراند كونجلويه بالقرب من مرسيليا. أدى ذلك إلى زيادة هائلة في الطلب على أجهزة أكوا-لونغ ومعدات الغوص، وبدأ المصنعون في فرنسا وأمريكا في إنتاجها بأقصى سرعة. لكن في بريطانيا، أبقت شركتا سيب غورمان وهاينك أسعار أجهزة أكوا-لونغ مرتفعة، كما أعاقت القيود على تصدير عملة الناس من استيرادها. لذلك استخدم العديد من الغواصين البريطانيين مجموعات تنفس منزلية الصنع بتدفق مستمر وأجهزة إعادة تنفس عسكرية أو صناعية مستعملة. في أوائل خمسينيات القرن العشرين، كانت منظمات الغوص من صنع سيب غورمان تكلف 15 جنيهًا إسترلينيًا، وهو ما يعادل راتب أسبوعي في المتوسط.
  - بعد نفاد مخزون بدلات الغوص العسكرية، لم تكن بدلات الغوص الحرة متاحة بسهولة للعامة، فكان العديد من الغواصين يغطسون بأجسامهم العارية ما عدا سروال سباحة. لذا كانت رياضة الغوص تُسمى غالبًا الغوص الحر. ولجأ آخرون إلى ارتداء بدلات جافة منزلية الصنع، أو عدة طبقات من الملابس العادية.
  - بعد نفاد زعانف الغوص العسكرية، لم تكن الزعانف متاحة لفترة طويلة، واضطر البعض إلى لصق ألواح من أبلكاش على أحذية رياضية.
  - أسس الكابتن تريفور هامبتون المركز البريطاني للغوص تحت الماء في دارتموث في ديفون بإنجلترا.[108]
  - تأسس نادي خليج فولس للغوص تحت الماء في كيب تاون، جنوب أفريقيا (1950).[109]
  - أصبح متجر رينيه للسلع الرياضية (الذي تملكه الآن تقنية سبيروتيك) تابعًا لإير ليكيد، التي أصبحت من أبرز مصنعي معدات الغوص.[110]
  - 15 أكتوبر 1953: تأسس نادي الغوص تحت الماء البريطاني.[111][112]
- 1954: تم تدشين غواصة يو أس أس نوتيلوس، أول غواصة تعمل بالطاقة النووية.[113]
  - أُجريت أول غطسات مأهولة في الغواصة FNRS-2.[114]
  - أُتيحت أول دورة تدريبية معترف بها في الغوص في الولايات المتحدة من قِبل إدارة الحدائق والترفيه في مقاطعة لوس أنجلوس. وقد أعد البرنامج ألبرت تيلمان وبيف مورغان، ويُعرف اليوم باسم LA County Scuba.[115]
  - في الولايات المتحدة، قامت شركة أجهزة السلامة في المناجم بالإعلان (في مجلة بوبيلار ميكانكس) عن مجموعة غوص بدارة مفتوحة بأسطوانتين شبيهة بجهاز أكوا-لونغ باستخدام منظم إم إس أيه.[94]
  - تم اختراع الهوكي تحت الماء (octopush) على يد أربعة غواصين بحريين في ساوثسي شعروا بالملل من السباحة المتكررة ورغبوا بطريقة ممتعة للحفاظ على لياقتهم.[116]
- 1955: نشرت مجلة "الميكانيكا العملية" البريطانية مقالًا عن "صنع جهاز أكوا-لونغ".[117]
  - صوّر جاك إيف كوستو ومساعد المخرج لويس مال، وهو مخرج شاب عمره 23 عامًا، فيلم العالم الصامت، وهو من أوائل الأفلام التي استخدمت تصوير تحت الماء لاستكشاف أعماق المحيط باستخدام تصوير ضوئي ملون.[118]
  - تأسس الاتحاد الفرنسي لدراسات ورياضات تحت الماء.[119]
- 1956:
  - نشرت البحرية الأمريكية جداول إزالة الضغط التي سمحت بالغوص المتكرر.[120]
  - في ذلك الوقت تقريبًا، بدأ بعض الغواصين البريطانيين في صنع منظمات طلب الغوص المنزلية من أجزاء صناعية، بما في ذلك منظمات كالور غاز. (منذ ذلك الحين، تم إعادة تصميم منظمات كالور غاز، وأصبح هذا التحويل مستحيلاً.)[بحاجة لمصدر]
  - لاحقًا، قامت شركة شركة منتجات الغواصات المحدودة في هيكسهام في نورثمبرلاند، إنجلترا، بتصميم أجهزة تنفس للغوص الترفيهي ملتفة حول براءة اختراع كوستو-غانيان، وطرحتها بأسعار ميسورة. أدى ذلك إلى خفض أسعار شركتي سيبي جورمان وهينكي، وبدأتا في البيع لسوق الغوص الرياضي. (أطلقت سيبي جورمان اسم "فروغمان" على بذلة الغوص الجافة الخاصة بها.) وبسبب توافر أجهزة التنفس أكوالونغ بشكل أفضل، اعتمد النادي البريطاني للغوص تحت الماء سياسة رفض أجهزة التنفس المعاد تدويرها للغوص الترفيهي. في الولايات المتحدة، تطورت بعض نوادي الغوص بالأوكسجين على مر السنين. في النهاية، انتهت مدة براءة اختراع كوستو-غانيان، وأصبح من الممكن نسخها قانونيًا.
  - حصل فيلم العالم الصامت على جائزة الأوسكار لأفضل فيلم وثائقي، وعلى السعفة الذهبية في مهرجان كان السينمائي.[121]
- 1958:
  - بدأ عرض المسلسل الأمريكي صائد البحر، الذي قدم الغوص بالسكوبا للجمهور التلفزيوني، واستمر عرضه حتى عام 1961.[122]
  - أكملت الغواصة يو أس أس نوتيلوس أول رحلة في التاريخ تحت الجليد القطبي إلى القطب الشمالي والعودة.[123]
  - تأسس الاتحاد الدولي للأنشطة تحت المائية في بروكسل.
- أغسطس 1959: تأسس برنامج سكوبا التابع لـ YMCA.[124]

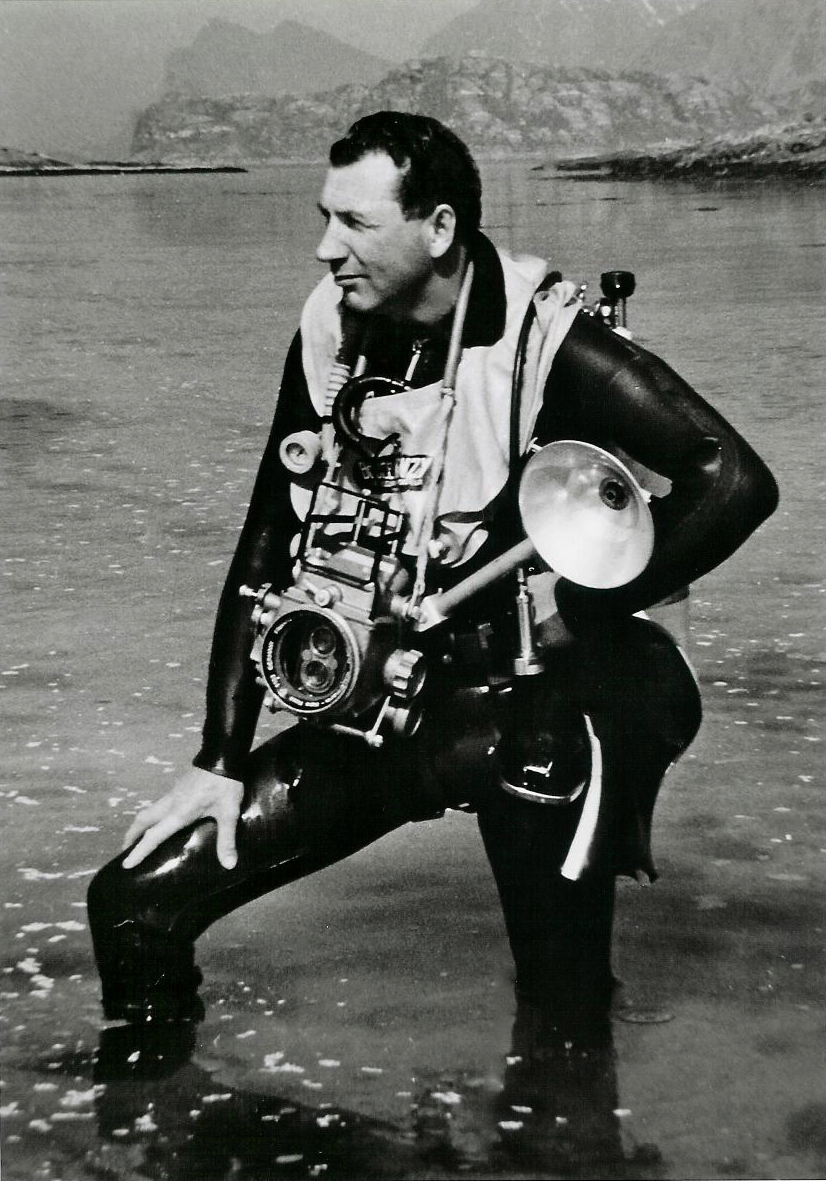
رائد الغوص النرويجي أود هنريك جونسن مع معدات غوص من ستينيات القرن العشرين.

- 1960: نزل جاك بيكار والملازم دون والش من البحرية الأمريكية إلى قاع تشالنجر ديب، أعمق نقطة معروفة في المحيط (حوالي 10900 متر أو 35802 قدم، أو 6.78 ميل) باستخدام الغطّاسة تريست.[125]
  - أكملت الغواصة تريتون أول ملاحة دورانية تحت الماء في العالم.[126]
  - في إيطاليا، استمر تصنيع أجهزة التنفس بالأوكسجين للغوص الرياضي حتى الستينيات.
- 1961[127]
  - تم تسجيل براءة اختراع لسترة الطفو من نوع بي أيه 61 على شكل طوق حصان من قبل فينزي.
  - تم إصدار عداد إزالة الضغط التناظري سوس المُصنع في إيطاليا.
  - تم تزويد منظم ميسترال بصمامات عدم رجوع في خراطيم التنفس.
- 1962:
  - عاش روبرت ستينوي في اسطوانة صغيرة لشخص واحد على عمق 200 قدم لأكثر من 24 ساعة قبالة فيلفرانش سور مير في الريفييرا الفرنسية، ليصبح أول أكوانوت في العالم.[21][128][129]
  - وصل الغواص السويسري هاينس كيلر إلى عمق يزيد عن 1,000 قدم (300 م) قبالة سواحل كاليفورنيا.[47]
  - في برنامج رجل في البحر الذي أطلقه إدوارد إيه. لينك، بقي أحد الغواصين يتنفس مزيج الهيليوم-أوكسجين على عمق 200 قدم بحري لمدة 24 ساعة في أول غوص تشبع عملي.[47]
- 1964:
  - في فرنسا، ابتكر جورج بوشات أول زعنفة سباحة مهواة.
  - في مشروع سيلاب 1 التابع للبحرية الأمريكية، تحت إشراف القبطان جورج إف. بوند، بقي أربعة غواصين في تشبع تحت الماء بعمق متوسط يبلغ 193 قدمًا لمدة 11 يومًا.[47]
- 1965:
  - نشر روبرت د. ووركمان من الولايات المتحدة خوارزمية لحساب متطلبات إزالة الضغط مناسبة للتنفيذ في حاسوب غوص بدلًا من جدول مسبق الحساب.[130]
  - أسس بوب كيربي وبيف مورغان شركة كيربي-مورغان.[47]
  - أمضت ثلاث فرق، كل منها مكون من عشرة رجال، 15 يومًا في تشبع على عمق 205 قدمًا بحريًا في سيلاب 2. وبقي رائد الفضاء سكوت كاربنتر لمدة 30 يومًا.[47]
  - صدر فيلم الحركة والمغامرة كرة الرعد، الذي استخدم كلا نوعي السكوبا الدائري المفتوح، وساعد على شهرة المنظمات أحادية الخرطوم.[131]
- 1966: تأسس اتحاد مدربي الغوص المحترفين على يد جون كرونين ورالف إريكسون.[132]
- 1968: تم تنفيذ غوص استكشافي حتى عمق 1025 قدمًا بحريًا من عمق تشبع يبلغ 825 قدمًا بحريًا في NEDU.[47]
- 1969: تم إنتاج أول جهاز تنفس معاد تدويره مزود بإلكترونيات للرصد. تم تصميم "الرئة الكهربائية" من قبل والتر ستارك، واشترته لاحقًا شركة بيكمان إنسترومنتس، ولكنه توقف عن الإنتاج عام 1970 بعد عدة وفيات.[133]
- 1971: قدمت سكوبابرو سترة الاستقرار، المعروفة في إنجلترا باسم صديري غطس، وفي أماكن أخرى باسم جهاز التحكم أو التعويض في الطفو (بي سي أو بي سي دي).
- 1972: قدمت سكوبابرو عداد إزالة الضغط (أول حاسوب غوص تناظري).
- 1976: نشر البروفيسور ألبرت أ. بوهلمان عمله الموسع في تطبيق المعادلات على الغوص على المرتفعات ومع خلطات غازية معقدة.[134]
- 1978: بدأت تقنيات الغوص الأعمق باستخدام غازات مختلطة (هيليوم/أوكسجين) بدلًا من الهواء تنتشر على نطاق أوسع، تلبية لمتطلبات صناعة النفط والغاز في بحر الشمال البريطاني وأماكن أخرى. تم نشر أول أنظمة إعادة تدوير فعالة للهيليوم من قبل شركة "كي دي مارين"، وتم لاحقًا استخدام أنظمة "كراسبرغ" (نسبة إلى المهندس آلان كراسبرغ) من قبل شركات الغوص التجاري مثل "وارتون ويليامز" ، و"ستينا أوفشور"، و"كي دي مارين"، وغيرها. كانت كفاءة إعادة تدوير الهيليوم تتجاوز 90%، مما خفّض تكلفة تقنيات الغوص العميق إلى حدود مقبولة.

- 1981: أُطلق على عملية انتشال 431 سبيكة ذهب من السفينة الحربية "إتش إم إس إدنبره" اسم "إنقاذ القرن"، وتمت بواسطة غواصي شركة "وارتون ويليامز" من السفينة "دي إس في شتيفانيتورم" على عمق يقارب 800 قدم. استخدمت هذه العملية وجميع عمليات التنفس باستخدام الهيليوم/الأوكسجين التالية أنظمة "كراسبرغ" لإعادة تدوير الهيليوم. أصبحت تكنولوجيا استرجاع الغاز تجهيزًا قياسيًا في السفن الجديدة.
- 1983: تم طرح جهاز أوركا إيدج (أول حاسوب غوص إلكتروني قابل للتسويق تجاريًا).[135][136]
- 1985:
  - تم العثور على حطام تيتانيك. كما تم العثور على طائرة طيران الهند الرحلة 182، من طراز بوينغ 747، وتم انتشالها قبالة كورك خلال أول تحقيق موسع في حادث تحطم طائرة في أعماق البحر (6200 قدم).
  - تأسست الرابطة الدولية للنيتروكس والغواصين التقنيين.[137][بحاجة لمصدر]
- 1986: قدمت معدات أبكي البحرية أول مرحلة أولى جافة ومختومة، من تصميم المهندس آلان كلارك، ولاحقًا تم تزويدها بمستشعر ضغط إلكتروني حاصل على براءة اختراع يُدعى STATUS.
- 1989: ساهم فيلم الهاوية (الذي تضمن جهاز تنفس سائل تحت البحر لا يزال خياليًا) في تعزيز شعبية الغوص بالسكوبا.
  - انهارت الكتلة الشرقية وانتهت الحرب الباردة (انظر ثورات 1989 وتفكك الاتحاد السوفيتي)، ومعها انتهى خطر الهجوم المستقبلي من قوات الكتلة الشيوعية بما فيها الضفادع البشرية التابعة لها. بعد ذلك، أصبح لدى الجيوش حول العالم سبب أقل لمصادرة براءة اختراع أجهزة التنفس المعاد تدويرها المقدمة من مدنيين، وبدأت أجهزة الريبراذر الآلية ونصف الآلية بالظهور في الغوص الرياضي.
- 1990: خلال العمليات في حوض كامبوس بالبرازيل، قام غواصو التشبع من سفينة دي إس في ستينا ماريانوس بتركيب مشعب لشركة بتروبراس على عمق 316 متر (1,037 قدم) في فبراير 1990. وعندما انفصلت حقيبة الرفع، حملتها التيارات القاعية إلى عمق 328 متر (1,076 قدم)، وقام الغواص البرازيلي أديلسون داراوجو سانتوس جونيور. بانتشالها وتركيبها.[138]
- 1994:
  - طورت شركتا ديفكس وكيربي مورغان نظام استرجاع الغازات دايفيكس ألترا جويل 601 استجابةً لارتفاع تكاليف الهيليوم.[47]
  - تأسست منظمة الغوص التقني الدولي للتركيز على التدريب خارج نطاق الغوص الترفيهي التقليدي.[139][140]
- 1995: سمح النادي البريطاني للغوص تحت الماء بالغوص باستخدام نيتروكس وقدم تدريبًا خاصًا به.[112][141]
- 1996: قدمت PADI دورة "غواص الهواء الغني بالأوكسجين".[142]
- 1997: ساعد فيلم تيتانيك على جعل الرحلات تحت الماء على متن المركبات الغاطسة من طراز إم آي آر شائعة.
- أغسطس 1998: جرت غطسات على سفينة تيتانيك باستخدام مركبة يتم تشغيلها عن بُعد من السطح (ماجلان 725)، وتم إجراء أول بث مرئي مباشر من التايتانيك.[143]
- يوليو 1999: تم انتشال مركبة الفضاء ميركوري-ريدستون 4 من عمق 16,043 قدم (4,890 م) في المحيط الأطلسي خلال أعمق عملية بحث وانتشال تجارية حتى تاريخه.[144]

### القرن الحادي والعشرون
- ديسمبر 2001: سمح نادي الغوص البريطاني باستخدام أجهزة التنفس المعاد تدويرها في غطسات نادي الغوص البريطاني.[112]
- 1 أغسطس 2006: سجّل غواص من البحرية الأمريكية في بدلة الضغط الجوي أيه دي إس 2000 رقمًا قياسيًا جديدًا بعمق 2,000 قدم (610 متر).[145]
- يونيو 2009: وافقت ناوي على أول دورة غوص ترفيهي باستخدام زي الغوص القياسي، وتُقدَّم هذه الدورة في أستراليا.
- مارس 2012: قاد المخرج الكندي جيمس كاميرون الغاطسة ديبسي تشالنجر إلى قاع تشالنجر ديب بعمق 10,898.4 متر (35,756 قدم)، وهو أعمق نقطة معروفة في المحيط.[146][147]
- 2019: زار فيكتور فيسكوفو على متن الغاطسة عامل تحديد دي إس في المصنفة للوصول إلى كامل عمق المحيط، أعمق النقاط في المحيطات الخمسة.[148]
- يونيو 2023: فُقدت الغاطسة تيتان المصنوعة من هيكل مركب من الألياف والمشغلة من قبل أوشان غيت، مع جميع من كانوا على متنها، نتيجة انفجار داخلي خلال غطسة إلى حطام التايتانيك في المحيط الأطلسي.[149][150]

## روابط خارجية
توجد جداول زمنية أخرى لتاريخ الغوص في الروابط التالية:
- Diving Lore من بداياته حتى اختراع جهاز التنفس الذاتي (aqualung).
- تاريخ أجهزة التنفس المعاد تدويرها (Rebreather)
- معلومات من BSAC
- تاريخ الغوص بأجهزة التنفس المعاد تدويرها نسخة محفوظة 18 May 2024 على موقع واي باك مشين.
- متحف معدات الغوص القديمة
- تاريخ غوص الكهوف